# Manato Kimoto
Manato Kimoto (japanisch 木本 真翔 Kimoto Manato; * 22. September 2003 in der Präfektur Fukuoka) ist ein japanischer Fußballspieler.

## Karriere
Manato Kimoto erlernte das Fußballspielen in der Schulmannschaft der Chikushidai High School sowie in der Universitätsmannschaft der Japan University of Economics. Seit Februar 2024 ist Komoto von der Universität an den Zweitligisten Ōita Trinita ausgeliehen. Sein Zweitligadebüt gab er am 3. Mai 2024 (13. Spieltag) im Auswärtsspiel gegen Ventforet Kofu. Bei dem 2:1-Auswärtserfolg wurde er in der 78. Minute für Shin’ya Utsumoto eingewechselt.